# Hampea reynae
La Majagua (Hampea reynae) es una especie de planta con flores en la familia Malvaceae. Es endémica a los bosques de nube de El Salvador, y era primero descrito en 1980 por Paul Fryxell.